# Родзянко Олександр Павлович
Олександр Павлович Родзянко (18 серпня 1879 — 6 травня 1970, Нью-Йорк, США) — представник української шляхти в Російській імперії, кадровий військовий, спортсмен — учасник Олімпійських ігор 1912 року, генерал-лейтенант і командир корпусу Білої армії під час Громадянської війни.

## Біографія

Батько Олександра Родзянка — Павло Володимирович Родзянко

Олександр Родзянко походив із старовинної української аристократичної родини. Його батько Павло Родзянко був великим землевласником, племінником Михайла Родзянка.
Навчався в Пажеському корпусі та Офіцерській кавалерійській школі в Петербурзі.
У 1908 вступив до елітної кавалерійської школи в Сомюре (Франція).
Одночасно з військовою службою багато часу приділяв кінного спорту.
У 1902 брав участь у міжнародних кінних змаганнях в Турині, де був нагороджений Кавалерським хрестом італійського ордена Корони. Командою російських кавалерійських офіцерів (Павло та Олександр Родзянко, М. Плєшков, Д. Іваненко і Д. Ексі) завоювала тричі «Золотий кубок короля Едуарда» у змаганнях з подолання перешкод (Лондон, 1912, 1913, 1914 року). Після того, як кубок був виграний в третій раз, він був перевезений назавжди з Англії до Росії.
1912 в складі збірної Російської імперії виступав на Олімпійських іграх в Стокгольмі.
На початку Першої світової війни вирушив на фронт, недовго служив у 2-му Кубанському, 1-м Лінійному козачому полку, тимчасово командував 16-м Донським козачим полком генерала Грекова. З 25 листопада 1914 служив у 8-й армії.
Після початку революції 1917 року, він супроводжував Князя Лівена в посольстві щодо допомоги Великої Британії контрреволюційному руху в Латвії.
У 1919 році Микола Юденич призначив Родзянко своїм помічником. 23 листопада 1919 він був відправлений Юденичем до Англії для отримання фінансової підтримки. Після невдачи місії, він вирішив не повертатися до Естонії, а оселилися в Німеччині, а пізніше емігрував до США. Був президентом асоціації кавалергардів та головою відділу Союза пажів, писав мемуари.
6 травня 1970 помер в Нью-Йорку у віці 92 років.

## Нагороди
- Орден Святого Володимира, 4-го класу з мечами (1913)
- Орден Св. Анни, 3-го класу (1913)
- Орден Святого Станіслава, 3-го класу (1913)
- Орден Св. Анни, 4-го класу (1915)

Понад 7 медалей.